# یوهنیا دمبسکا
یوهنیا دمبسکا (اوکراینی: Євге́нія Миха́йлівна Де́мбська؛ ۲۸ نوامبر ۱۹۲۰ – ۲۹ ژوئن ۲۰۱۹) بازیگر، و خواننده اهل اتحاد جماهیر شوروی سوسیالیستی بود.